# 布雷特·克雷韋爾
布雷特·克雷韋爾（'Brett Claywell，1978年4月11日—）是美國的一位演員。他最著名的作品是在CW電視台電視劇《籃球兄弟》中飾演Tim Smith，以及在ABC肥皂劇《只此一生》中飾演Kyle Lewis。

## 外部連結
- 布雷特·克雷韋爾在互联网电影资料库（IMDb）上的資料（英文）
- Brett Claywell on TV.com （页面存档备份，存于）